# ダニエル・フェルナンデス・アルトラ
ダニエル・"ダニ"・フェルナンデス・アルトラ（Daniel "Dani" Fernández Artola, 1983年1月20日 - ）は、スペイン・カタルーニャ州バルセロナ出身の元サッカー選手。現役時代のポジションはディフェンダー。

## 経歴
2002年にFCバルセロナのカンテラからFCバルセロナBに加入し、108試合に出場。
2006年7月、FCメタルルグ・ドネツクと契約してウクライナでのキャリアをスタート。その後FCアルセナル・キエフからのレンタル移籍でエールディヴィジに所属するNECナイメヘンに加入。ここでの活躍が認められフェイエノールトと3年契約を締結した。
ギリシャでのプレーを経て、2015-16シーズンよりセグンダ・ディビシオンBのCEロスピタレートに加入した。

## 代表歴
スペイン代表での出場経験はないが、カタルーニャ代表としてバスク代表との親善試合に出場した。

## タイトル
ヘンク
- ベルギー・カップ : 2013